# Logic (Rapper)

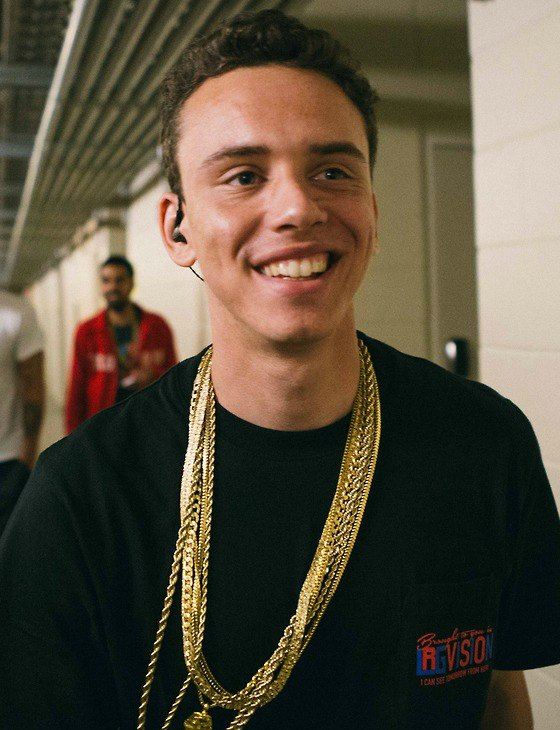
Logic, 2014

Logic (bürgerlich Sir Robert Bryson Hall II; * 22. Januar 1990 in Gaithersburg, Maryland) ist ein US-amerikanischer Rapper und Mitglied des RattPack, einer Gruppe von Freunden, mit denen er zusammenarbeitet. Logic veröffentlichte bisher sieben offizielle Mixtapes und acht Alben.

## Leben
Logic ist der Sohn eines Afroamerikaners aus Maryland und einer weißen Amerikanerin. Aufgewachsen ist Logic im Problembezirk West Deer Park der Stadt Gaithersburg. Seine Kindheit und Jugend wurde hauptsächlich von Problemen und Leid geprägt. Dies ist auf die schwierigen Familienverhältnisse zurückzuführen, mit denen er zu kämpfen hatte. Der kokain- und crackabhängige Vater verließ die Familie früh und brach jeglichen Kontakt ab.
Seine alkoholabhängige Mutter war mit der Erziehung überfordert, da sie unter ihrer Sucht litt. Sein älterer Bruder war Gangmitglied und Drogendealer. Logic besuchte die Gaithersburg High School, hat aber nie einen Schulabschluss erlangt. Ab der 10. Klasse schwänzte Logic regelmäßig die Schule und wurde aufgrund von fehlenden Leistungen vom weiteren Besuch der Highschool ausgeschlossen. Er nutzte seine Freizeit, um sich der Musik zu widmen, durch die er seine Gefühle zum Ausdruck bringen konnte.
Seine Texte sind teilweise politisch und behandeln neben Drogenkonsum, Rassismus und Diskriminierung von Minderheiten noch weitere sozial- bzw. gesellschaftskritische Themen.
Von 2015 bis 2018 war Logic mit der Sängerin Jessica Andrea verheiratet, mit ihr lebte er in Beverly Hills, Kalifornien.
Seit 2019 ist Logic mit Brittney Noell verheiratet, mit der er am 17. Juli 2019 ein Kind bekam. Die Vaterschaft Logics ist unter anderem auch als Grund für seinen Rückzug aus dem Musikgeschäft zu verstehen. Auf Instagram schrieb er dazu: „Now it’s time to be a great father.“

## Karriere

### Anfänge
Logic war 13 Jahre alt, als er zum ersten Mal seinen Mentor Solomon Taylor traf. Mit 16 Jahren brachte Taylor ihm einige CDs, auf die er selbst geschriebene Songs aufnehmen konnte. Zunächst trat er unter dem Pseudonym Psychological auf und veröffentlichte darunter das Mixtape Psychological: The Mixtape. Später änderte er seinen Künstlernamen zu Logic um. Logic trat unter anderem als Vorband für Pitbull, Ludacris und EPMD auf.

### Ab 2010
Im Dezember 2010 veröffentlichte Logic sein erstes offizielles Mixtape Young, Broke and Infamous. Zudem veröffentlichte er zwei Musikvideos. Das Mixtape erregte die Aufmerksamkeit von Chris Zarou, dem Besitzer des unabhängigen Plattenlabels Visionary Music Group. Zarou bot Logic an, ihn in seinem Label aufzunehmen. Am 19. September 2011 veröffentlichte er sein zweites Mixtape Young Sinatra. Das Mixtape traf auf große Resonanz im Internet. Sein Musikvideo zu All I Do war der erste Song von Logic, der auf YouTube mehr als eine Million Aufrufe generierte. Im März 2012 kürte das Billboard Magazin Logic zum Next Big Sound, eine Auszeichnung für Künstler, die besonders rasant Bekanntheit im Internet erlangt haben. Im April 2012 veröffentlichte er Young Sinatra: Undeniable. In dem Mixtape verarbeitet Logic vor allem persönliche Themen wie seine Zukunft, die Beziehung zu seinem Vater und die Probleme in der Schule. Sein viertes Mixtape Young Sinatra: Welcome to Forever wurde am 7. Mai 2013 veröffentlicht.
Im Oktober 2014 veröffentlichte Logic sein Debütalbum Under Pressure. Dieses Album hat in Amerika Goldstatus erreicht. Ende 2015 folgte sein zweites Album, welches den Namen The Incredible True Story trägt. Auch dieses Album erreichte in Amerika Goldstatus. Im Sommer 2016 erschien das Mixtape Bobby Tarantino. 2016 wurde er als Gastrapper in Sucker For Pain bekannt. 2017 gründete Logic sein eigenes Label Elysium Records. Im Juni 2019 wurde das Label in BobbyBoy Records umbenannt.
Am 5. Mai 2017 veröffentlichte er sein bereits am 29. März angekündigtes drittes Album Everybody. Die Neuigkeiten zu seinem dritten Album wurden auf Logics Twitter-, Instagram- und YouTube-Konto in Form von Videos veröffentlicht, die das offizielle Albumcover enthüllen, das von Sam Spratt entworfen und gemalt und von Andy Hines geleitet wurde. Dieses Album enthielt auch einen seiner bekanntesten Songs namens 1-800-273-8255. Am 9. März 2018 erschien sein 6. Mixtape Bobby Tarantino II. Am 28. September 2018 erschien Young Sinatra IV, sein 4. Studioalbum. In einem Interview mit Genius sagte Logic, dass sein viertes Album wahrscheinlich sein letztes sein wird.
Everybody debütierte auf Platz 1 der US Billboard 200 mit 247.000 Album-Äquivalenten, von denen 196.000 reine Albumverkäufe waren. Das Album stellte jedoch auch den Rekord für den größten Rückgang der zweiten Woche aller Zeiten auf, da der reine Verkauf um 96 % auf nur 8.000 Exemplare fiel. Seine Lead-Single 1-800-273-8255, die in Zusammenarbeit mit der National Suicide Prevention Lifeline erstellt wurde, wurde von der RIAA mit Triple Platin ausgezeichnet. Im August 2017 spielte Logic Gast in der animierten Comedy-Serie Rick & Morty und machte sich selbst zum Headliner eines Festivals. Im November 2017 veröffentlichte Logic den Song „Broken People“ als Teil des Bright-Soundtracks.
Am 23. Februar 2018 veröffentlichte Logic eine Single mit dem Titel „44 More“. Es war eine Fortsetzung von „44 Bars“, einem Song aus dem 2016er Mixtape Bobby Tarantino von Logic. Das Lied erreichte seinen 22. Platz auf der US Billboard Hot 100-Charts. Die folgende Single „Overnight“ wurde vier Tage später am 27. Februar veröffentlicht. Logic veröffentlichte schließlich am 2. März eine weitere Single mit dem Titel „Everyday“, mit dem Plattenproduzenten Marshmello. Logic kündigte später sein sechstes Mixtape mit dem Titel Bobby Tarantino II und ein Werbevideo mit den Charakteren der Serie Rick & Morty am 7. März an. Bobby Tarantino II wurde am 9. März 2018 über Def Jam und Visionary Music Group veröffentlicht. Das Mixtape beinhaltete Gastauftritte von 2 Chainz, Big Sean und Wiz Khalifa. Am 30. März wurde er in der ersten Episode von Netflix’ originaler Dokumentar-Filmreihe Rapture vorgestellt.
Am 28. September 2018 veröffentlichte Logic sein viertes Studioalbum mit dem Titel YSIV. Bevor das Projekt veröffentlicht wurde, präsentierte Logic drei Singles: One Day mit Ryan Tedder, The Return und Everybody Dies. Das Album enthält den Song Wu Tang Forever, der alle überlebenden Mitglieder des Wu Tang Clan enthält.
Er sagte, dass er seinen eigenen Film geschrieben hat, an dem er zu arbeiten beginnt, da er in diesem selbst mitspielen möchte.
Am 26. März 2019 wurde sein erster Roman mit dem Titel Supermarket zusammen mit dem gleichnamigen Soundtrack veröffentlicht.
Am 3. Mai 2019 veröffentlichte Logic die Single Homicide, auf der der Rapper Eminem einen Gastauftritt hat. Eine Woche später erschien sein fünftes Studioalbum Confessions of a Dangerous Mind.
Im Juni 2019 wurde das Label in BobbyBoy Records umbenannt.
Logic gab am 16. Juli 2020 auf Instagram seinen Rückzug aus der Musik bekannt, sein letztes Album heiße „No Pressure“ und werde am 24. Juli 2020 veröffentlicht. Im Post heißt es „Das letzte Jahrzehnt war großartig. Jetzt ist es an der Zeit, ein großartiger Vater zu sein.“ („It’s been a great decade. Now it’s time to be a great father.“)
Am 30. Juli 2021 kehrte er zurück mit der Veröffentlichung seines siebten Mixtapes, Bobby Tarantino III, sowie sein siebtes Album, Vinyl Days, am 17. Juni 2022. Sein achtes Album, College Park, erschien am 24. Februar 2023. Es ist das erste Album, das Logic selbständig nach Auslaufen seines Vertrags mit Def Jam, veröffentlichte. Am 9. August 2024 veröffentlicht er sein neues Studio-Album namens Ultra 85.

## Diskografie
Studioalben

| Jahr | Titel Musiklabel                                                                 | Höchstplatzierung, Gesamtwochen, AuszeichnungChartplatzierungen (Jahr, Titel, Musiklabel, Platzierungen, Wochen, Auszeichnungen, Anmerkungen) | Höchstplatzierung, Gesamtwochen, AuszeichnungChartplatzierungen (Jahr, Titel, Musiklabel, Platzierungen, Wochen, Auszeichnungen, Anmerkungen) | Höchstplatzierung, Gesamtwochen, AuszeichnungChartplatzierungen (Jahr, Titel, Musiklabel, Platzierungen, Wochen, Auszeichnungen, Anmerkungen) | Höchstplatzierung, Gesamtwochen, AuszeichnungChartplatzierungen (Jahr, Titel, Musiklabel, Platzierungen, Wochen, Auszeichnungen, Anmerkungen) | Höchstplatzierung, Gesamtwochen, AuszeichnungChartplatzierungen (Jahr, Titel, Musiklabel, Platzierungen, Wochen, Auszeichnungen, Anmerkungen) | Anmerkungen                              |
| Jahr | Titel Musiklabel                                                                 | DE | AT | CH | UK | US | Anmerkungen                              |
| ---- | -------------------------------------------------------------------------------- | --- | --- | --- | --- | --- | ---------------------------------------- |
| 2014 | Under Pressure Def Jam Recordings / Visionary Music Group (UMG)                  | — | — | — | UK88 Silber · (1 Wo.)UK | US4 Platin · (71 Wo.)US | Erstveröffentlichung: 21. Oktober 2014   |
| 2015 | The Incredible True Story Def Jam Recordings / Visionary Music Group (UMG)       | — | — | — | UK47 (1 Wo.)UK | US3 Platin · (48 Wo.)US | Erstveröffentlichung: 13. November 2015  |
| 2017 | Everybody Def Jam Recordings / Visionary Music Group (UMG)                       | — | — | CH42 (1 Wo.)CH | UK20 (2 Wo.)UK | US1 Platin · (60 Wo.)US | Erstveröffentlichung: 5. Mai 2017        |
| 2018 | YSIV Def Jam Recordings / Visionary Music Group (UMG)                            | — | — | CH64 (1 Wo.)CH | UK19 (3 Wo.)UK | US2 (6 Wo.)US | Erstveröffentlichung: 28. September 2018 |
| 2019 | Confessions of a Dangerous Mind Def Jam Recordings / Visionary Music Group (UMG) | DE76 (1 Wo.)DE | AT32 (1 Wo.)AT | CH19 (2 Wo.)CH | UK12 (2 Wo.)UK | US1 Gold · (15 Wo.)US | Erstveröffentlichung: 10. Mai 2019       |
| 2020 | No Pressure Def Jam Recordings / Visionary Music Group (UMG)                     | DE82 (1 Wo.)DE | AT34 (1 Wo.)AT | CH24 (1 Wo.)CH | UK11 (2 Wo.)UK | US2 (8 Wo.)US | Erstveröffentlichung: 24. Juli 2020      |
| 2022 | Vinyl Days Def Jam Recordings / Visionary Music Group (UMG)                      | — | — | CH78 (1 Wo.)CH | — | US12 (2 Wo.)US | Erstveröffentlichung: 17. Juni 2022      |
| 2023 | College Park BMG Rights Management (BMG)                                         | — | — | — | — | US21 (3 Wo.)US | Erstveröffentlichung: 24. Februar 2023   |
| 2024 | Ultra 85 BobbyBoy Records (BMG)                                                  | — | — | — | — | US45 (1 Wo.)US | Erstveröffentlichung: 9. August 2024     |